# Paul Conrath

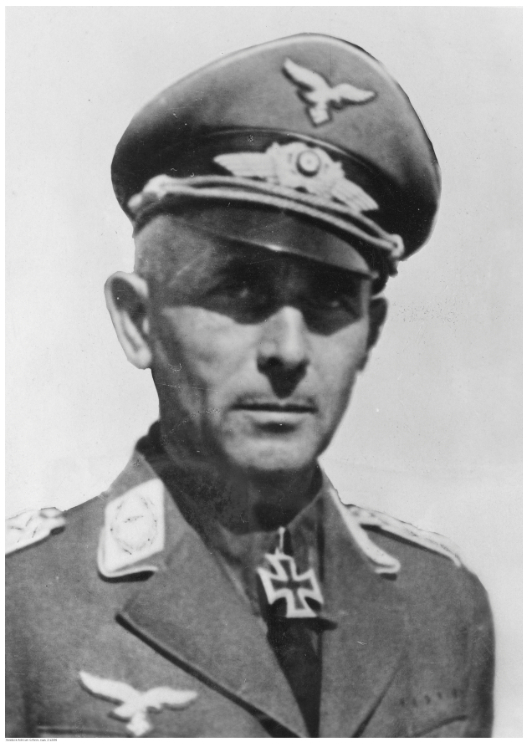
Generalmajor Paul Conrath.

Paul Conrath (* 21. November 1896 in Rudow bei Berlin; † 15. Januar 1979 in Hamburg) war ein deutscher Offizier, zuletzt General der Fallschirmtruppe im Zweiten Weltkrieg.

## Leben
Conrath trat am 10. August 1914 als Kriegsfreiwilliger und Offiziersanwärter in das 4. Garde-Feldartillerie-Regiment ein und wurde nach seiner Grundausbildung im Oktober 1914 dem Reserve-Feldartillerie-Regiment Nr. 44 zugeteilt. Mit der Einheit erfolgte seine Versetzung an die Westfront nach Frankreich. Im Oktober 1916 wurde er als Batterieoffizier eingesetzt, am 1. März 1917 zum Leutnant befördert und kurze Zeit darauf zum Abteilungs-Ordonnanz-Offizier im 4. Badischen Feldartillerie-Regiment Nr. 66 ernannt. Diese Stellung behielt er bis Kriegsende bei.
Am 20. Januar 1919 nahm er seinen Abschied von der Armee und wechselte ein knappes Jahr später am 11. Januar 1920 zur Polizei. Dort stieg er in der Folge bis zum Major auf und wurde am 1. April 1935 als solcher in die Luftwaffe übernommen. Zunächst war Conrath bis 30. September 1936 als Adjutant des Oberbefehlshabers der Luftwaffe Hermann Göring tätig. Vom 1. Oktober 1936 bis 30. September 1937 war er Batteriechef im Flak-Regiment 12 in Berlin-Lankwitz. Im Anschluss übernahm er als Kommandeur die III. leichte Flakabteilung des Luftwaffen-Regiments General Göring.
Ab 1. Januar 1938 fungierte er als Chefadjutant des Oberbefehlshabers der Luftwaffe und wurde am 1. Dezember 1938 zum Oberstleutnant befördert. Seine Dienststellung behielt er auch nach Beginn des Zweiten Weltkriegs bei.

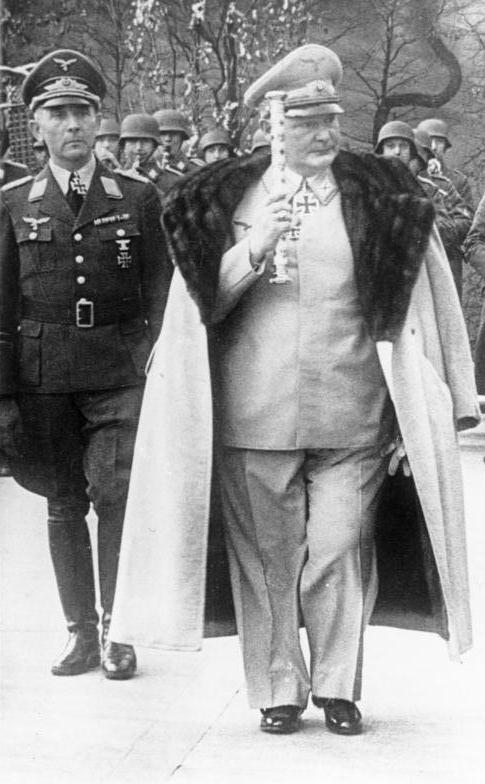
Paul Conrath (links) neben Hermann Göring beim Abschreiten der Front (1942)

Am 1. März 1940 wurde Conrath zum Oberst befördert und am 1. Juni 1940 erfolgte seine Ernennung zum Kommandeur des Luftwaffen-Regiments General Göring. Mit diesem nahm er an den Kämpfen in Frankreich und nach deren Beendigung am Unternehmen Barbarossa, dem Überfall auf die Sowjetunion ab 22. Juni 1941 teil. Sein Regiment wurde im Juni zunächst zur Luftwaffen-Brigade und ab 17. Oktober 1942 zur Luftwaffen-Division erweitert. Bereits am 15. Juni 1942 war er zum Generalmajor befördert worden. Die Division kam zur Verstärkung des Afrika-Korps nach Tunesien und musste sich dort in großen Teilen nach der Schlacht um Tunesien ergeben bzw. wurde vernichtet.
Aus den Resten der Division wurde im Mai 1943 in Italien die Panzer-Division Hermann Göring gebildet. Mit dieser war Conrath zunächst gegen die alliierte Landung auf Sizilien im Einsatz. Am 1. September 1943 erfolgte seine Beförderung zum Generalleutnant. Im Januar 1944 wurde die Division ein weiteres Mal umgebildet, erhielt den Namen Fallschirm-Panzer-Division Hermann Göring und war später maßgeblich an den Kämpfen um Monte Cassino beteiligt.
Am 15. April 1944 wurde Conrath von seinem Kommando durch Generalleutnant Wilhelm Schmalz abgelöst und zum Kommandierenden General der Ausbildungs- und Ersatztruppen der Fallschirm-Armee sowie zum Inspekteur der Fallschirmtruppe ernannt. Ein Frontkommando erhielt er bis Kriegsende nicht mehr. Am 1. Januar 1945 erfolgte seine Beförderung zum General der Fallschirmtruppe. Mit der deutschen Gesamtkapitulation am 8. Mai 1945 geriet Conrath kurzzeitig in US-amerikanische Kriegsgefangenschaft, wurde aber bald darauf wieder entlassen.

## Auszeichnungen
- Eisernes Kreuz (1914) II. und I. Klasse
- Spange zum Eisernen Kreuz II. und I. Klasse
- Ritterkreuz des Eisernen Kreuzes mit Eichenlaub[1]
  - Ritterkreuz am 4. September 1941
  - Eichenlaub am 22. August 1943 (276. Verleihung)
- Deutsches Kreuz in Gold am 18. Mai 1944[1]
- Ärmelband Afrika